# TEAC
TEAC Corporation (pronuncia-se "tee ack") é uma empresa de produtos eletrônicos com sede no Japão. A TEAC foi fundada em 1953 como Tokyo Electro Acoustic Company (Companhia Eletro Acústica de Tóquio). A empresa é conhecida por seus equipamentos de áudio, e foi um fabricante principal de equipamento high-end de áudio na década de 1970 e 1980. Durante esse tempo, TEAC produziu  magnetofones, toca-fitas, CD players, toca-discos e amplificadores.
Nos anos 80 e 90 a TEAC tornou-se conhecido pela produção barata e de alta qualidade de  drives de disquete. Até meados dos anos 90, a qualidade da unidade de disquete era inconsistente, muitas vezes resultando em um disco que pode ser lida apenas com a unidade que o escreveu, devido a variações menores nas especificações de fabricação. 
|  |  |